# Jason Puncheon
Jason David Ian Puncheon (London, Anglia, 1986. június 26. –) angol labdarúgó, aki jelenleg a ciprusi Páfosz FC-ben játszik, szélsőként.

## Pályafutása

### Kezdeti évek
Puncheon a Wimbledonban kezdte profi pályafutását 2003-ban. Egy évvel később a csapat megszűnt és Milton Keynes Dons néven újjászerveződött. Az új csapatnak is a tagja lett, de 2006-ban ingyen megvált tőle a klub. Ezután rövid ideig a Fisher Athletic és a Lewes játékosa lett, mielőtt leigazolta volna a Barnet. 2007-ben az FA Kupa harmadik körének legjobbjává választották, miután több látványos gólt is szerzett, egyet közülük egy távoli szabadrúgásból, a Bradford City ellen.

### Plymouth Argyle
2008-ban a Plymouth Argyle 250 ezer fontért leigazolta, de nem tudott állandó helyet szerezni magának a csapatban. Ott töltött ideje alatt háromszor is kölcsönadták korábbi csapatának, a Milton Keynes Donsnak, ahol összesen 51 meccsen 11 gólt szerzett ez alatt az idő alatt.

### Southampton
2010. január 30-án a Southampton leigazolta, ami miatt utolsó kölcsönidőszaka idő előtt véget ért a Milton Keynes Donsnál. Első gólját egy Walsall elleni találkozón szerezte, majd néhány nappal később, a Huddersfield Town 5-0-s legyőzése során is eredményes volt. A 2010/11-es szezon első felében állandó kezdő volt, de Alan Pardew-t hamarosan Nigel Adkins váltotta az edzői poszton. Eleinte Adkins is kezdőként számított rá, de gyenge teljesítménye miatt hamarosan a 17 éves Alex Oxlade-Chamberlaint állította a helyére. 2010. november 16-án a sérülésekkel bajlódó Millwall kölcsönvette Puncheont. Rögtön az első meccsén, a Middlesbrough ellen gólt szerzett, 2011. január 1-jén pedig az ő mesterhármasával nyert csapata 3-0-ra a Crystal Palace ellen.
2011. január 31-én kölcsönben a Premier League-ben szereplő Blacpoolhoz szerződött, az idény végéig. Február 5-én, az Everton ellen debütált, gólt szerezve. Március 7-én a Chelsea ellen is gólt szerzett, majd visszatért a Southamptonhoz, miután a Blackpool kiesett az élvonalból. 2011. augusztus 31-én a Queens Park Rangers január 2-ig kölcsönvette. Mindössze két bajnokin kapott lehetőséget, mielőtt visszatért volna a Southamptonhoz. 2012. január 21-én nyilvánosan kritizálta a csapat pénzügyi igazgatóját, Nicola Cortését, de később elnézést kért tőle, így visszakerült az első csapat keretébe. Ezután a következő két meccsen, a Millwall és a Cardiff City elleni kezdőként kapott lehetőséget.
A 2012/13-as szezonban egy Stevenage elleni Ligakupa-meccsen szerezte első gólját. Később az Aston Villa ellen megszerezte első Premier League-gólját is a Southampton színeiben. Később a QPR, a Reading, a Chelsea és a Manchester City ellen is betalált. 2013. március 1-jén új, hároméves szerződést írt alá a csapattal.

### Crystal Palace
2013. augusztus 21-én a Crystal Palace egy évre kölcsönvette Puncheont. 2014. január 11-én büntetőt hibázott a Tottenham Hotspur ellen, de egy héttel később, a Stoke City ellen győztes gólt szerzett. Január 31-én a Palace véglegesen is leigazolta, körülbelül 1,75 millió fontért. A januárban szerzett három góljának és három egymást követő áprilisi győzelemnek köszönhetően a csapat kikerült a kiesőzónából. Ezután Tony Pulis menedzser kijelentette, hogy nem hajlandó megválni Puncheontól, hiába érdeklődik iránta több csapat is.
2014. augusztus 16-án, a szezon első meccsén szögletből gólpasszt adott Brede Hangelandnak az Arsenal ellen, de a 89. percben kiállították, az ellenfél pedig fordítani tudott. 2015. január 17-én góllal vette ki a részét csapata Burnley elleni 3-2-es győzelméből. A Palace 2-0-s hátrányból fordított, a találkozó után Alan Pardew menedzser Puncheont emelte ki, mint a mezőny legjobbját. A 2016-os FA Kupa-döntőben ő szerezte az első gólt, de csapata végül 2-1-re kikapott a Manchester United ellen.